# Táp
Táp je vesnice v Maďarsku v župě Győr-Moson-Sopron, spadající pod okres Pannonhalma. Nachází se asi 5 km jihovýchodně od Pannonhalmy. V roce 2015 zde žilo 722 obyvatel. Dle údajů z roku 2011 tvoří 91,3 % obyvatelstva Maďaři a 0,4 % Němci.
Sousedními vesnicemi jsou Győrasszonyfa, Nyalka a Tápszentmiklós.